# Chenistonia earthwatchorum
Espèce
Synonymes
- Aname earthwatchorum Raven, 1984

Chenistonia earthwatchorum est une espèce d'araignées mygalomorphes de la famille des Anamidae.

## Distribution
Cette espèce est endémique du Queensland en Australie. Elle se rencontre dans les monts Bellenden Ker, Bartle Frere, Lewis, Fisher, le pic Bell Nord et le parc national Malaan.

## Description
Le mâle holotype mesure 11 mm et la femelle paratype 15 mm.

## Systématique et taxinomie
Cette espèce a été décrite sous le protonyme Aname earthwatchorum par Raven en 1984. Elle est placée dans le genre Chenistonia par Harvey, Hillyer, Main, Moulds, Raven, Rix, Vink et Huey en 2018.

## Étymologie
Cette espèce est nommée en l'honneur des membres de l'expédition Earthwatch.

## Publication originale
- Raven, 1984 : A revision of the Aname maculata species group (Dipluridae, Araneae) with notes on biogeography. Journal of Arachnology vol. 12, no 2, p. 177-193 (texte intégral).